# レッドブル・ジュニアチーム

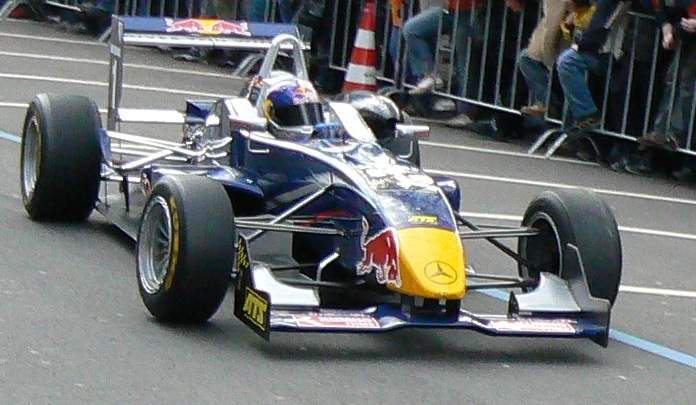
ユーロF3参戦時のセバスチャン・ベッテル（2006年）

レッドブル・ジュニアチーム (Red Bull Junior Team) は、オーストリアのエナジードリンクメーカー、レッドブルが運営するレーシングドライバー育成プログラムである。オーストリア出身の元F1ドライバー、ヘルムート・マルコが責任者を務める。

## 概要
レッドブルは1995年よりF1のザウバーへの支援を開始。1999年よりヘルムート・マルコのチーム（RMSマルコ）と提携し、国際F3000選手権に「Red Bull Junior Team」として参戦。2001年に「未来のF1チャンピオンを探す」という目的でジュニアチームが発足した。これと並行して、2002年から2005年までアメリカ人F1ドライバーの卵を発掘するレッドブル・ドライバーサーチ（Red Bull Driver Search）も行われた。
ジュニアチームに選ばれた若手ドライバーはレッドブルが提携するレーシングチームに所属し、ヨーロッパ各国（各地域）で行われているジュニアフォーミュラシリーズに参戦する。初期はオーストリアやアメリカの出身者が多く選ばれたが、その後はヨーロッパに限らず南米・オセアニア・アジアにも対象を広げている。日本人では黒田吉隆（2006年）と角田裕毅（2019年）、岩佐歩夢（2021年）が選ばれて、特に角田は2021年からF1にステップアップを果たしている。
レッドブルは2005年にジャガー、2006年にミナルディを買収し、レッドブル・レーシングとスクーデリア・アルファタウリ（旧スクーデリア・トロ・ロッソ）という2つのF1チームを保有している。ジュニアチーム所属者はこれらのチームのリザーブドライバーやテストドライバーを経験してから、先ず中堅チームのトロ・ロッソでF1デビューを果たし、実力と運があればトップチームのレッドブル・レーシングへ昇格するチャンスを得る。カート時代の1998年よりレッドブルの支援を受け、2010年から2013年まで4年連続F1ドライバーズチャンピオンに輝いたセバスチャン・ベッテルは、このプログラムの最大の成功例といえ、他にも2021年、2022年、2023年のF1ドライバーズチャンピオンのマックス・フェルスタッペン、ダニエル・リカルド、カルロス・サインツJr.といったトップドライバーを輩出し、F1以外にもセバスチャン・ブエミ、ブレンドン・ハートレイ、アントニオ・フェリックス・ダ・コスタといったドライバーもレッドブルジュニアの出身である。

## 特徴
様々な自動車メーカーやレーシングチームが若手ドライバー育成プログラムを運営しているが、レッドブルの様にトップカテゴリまで完全自前主義を標榜しているところは珍しく、その組織の中からベッテルやマックス・フェルスタッペン、ダニエル・リカルドのような成功例が生まれている。年齢やキャリアにこだわらないのも特徴的で、2017年現在のF1最年少出走記録の上位3名（フェルスタッペン、ダニール・クビアト、ハイメ・アルグエルスアリ）はいずれもジュニアチームからトロ・ロッソ経由で10代でF1デビューしている。フェルスタッペンの場合はジュニアチーム入りと同時にF1参戦が内定し、17歳という異例の若さでF1デビューを果たした。
一方で、期待されたパフォーマンスを示せない者は1〜2年で支援を打ち切られるケースが多く、F1昇格目前で進路を断たれた者もいる。アントニオ・フェリックス・ダ・コスタはマカオGPを制覇して次期F1ドライバーの候補になったが、フォーミュラ・ルノー3.5でタイトルを逃したことで昇格を見送られた。マカオGPを連覇したダニエル・ティクトゥムも、スーパーフォーミュラでの成績が芳しくなかったことを理由に放出された。
F1昇格組ではアルグエルスアリは当時史上最年少（19歳125日）でF1デビューし、2011年シーズンには当時のトロ・ロッソの歴史においてベッテルに次ぐ成績を記録したにもかかわらずシートを喪失し、2015年には25歳でレーサーを引退した。ジャン＝エリック・ベルニュは入賞数やポイントでチームメイトを上回ったシーズンがあったにもかかわらず、リチャルドやクビアト昇格が優先されたことや後輩に押し出される形でF1のシートを喪失した。
そのうち、クビアトは、2013年にGP3のタイトル獲得後、2014年からトロ・ロッソでF1へ参戦し、2015年にはレッドブルへ昇格。だが、2016年シーズン序盤にフェルスタッペンと交代でトロ・ロッソへ降格させられ、2017年シーズン終盤にはトロ・ロッソからも放出されたが、2018年のフェラーリの開発ドライバーを経て、2019年に再びトロ・ロッソのシートを得たものの、2020年は後輩となる角田裕毅の起用に合わせ同チームのシートを喪失した。
しかし、ジュニアチーム（およびレッドブル傘下）から放出されたのち、キャリアを再構築して、別カテゴリーで成功を収めたドライバーもいる。ニール・ジャニは1年限りで放出されたが、スポーツカーレースに転向し、2014年からポルシェのワークスドライバーとしてル・マン24時間レース制覇やFIA 世界耐久選手権 (WEC) ドライバーズチャンピオン獲得を経験した。ベルニュは放出当時新シリーズとして発足したフォーミュラEでトップドライバーの地位を確立し、2シーズン連続チャンピオンを獲得した。また、セバスチャン・ブエミはトロ・ロッソから放出された後も開発能力を買われてレッドブルの開発ドライバーを務めながら、WECではトヨタ、フォーミュラEではe.dams（ルノー→日産）の主力ドライバーとして活動し、両カテゴリーでのタイトル獲得も達成している。前述のダ・コスタもレッドブルの育成を外された後もフォーミュラEやWECで実績を重ねており、ティクトゥムはジュニアチームを解雇された後も自力でF2のシートを獲得し、2020年からはウィリアムズF1の開発ドライバーを勤めている。
また、放出後の他カテゴリーでの実績が評価され、レッドブル傘下に呼び戻されF1デビューを果たすケースも一時期あった。ブレンドン・ハートレイはジャニと同じくスポーツカーへ転向し、ポルシェのワークスドライバーとしてWECのドライバーズタイトルを2度獲得。ポルシェのWEC撤退に伴いレッドブルと接触したところ、そのまま2018年のトロ・ロッソのシートを得た。アレクサンダー・アルボンも2012年の成績不振から放出されたものの、2018年のFIA F2での活躍が認められて2019年にトロ・ロッソからF1デビューし、さらに、シーズン途中からレッドブルへの昇格も果たした。ただし、ハートレイは成績不振によりシートを喪失。アルボンは前述のとおり2019年のレッドブル昇格から2020年も同シートに起用されたが、マシンなどのチーム側の問題などの影響もあるが、チームに貢献できない結果となってしまったこともあり、リザーブドライバーへ降格する結果となった。
放出組の再起用に関しては、国際自動車連盟 (FIA) のスーパーライセンス発給条件が厳しくなり、2018年のピエール・ガスリー以降、ジュニアプログラムにスーパーライセンスの条件を満たすドライバーが不足している状況も関係している。2018年には成績不振のハートレイを途中解雇して、マクラーレンの育成ドライバーランド・ノリスをレンタルするという噂もあった。レッドブルの育成方針も変化し、2018年のジュニアチームに13-14歳のカート選手4人を選んだ。また、2018年から傘下のトロ・ロッソにホンダ製PUを搭載することをきっかけに、両者関係を深め、日本人F1ドライバーの育成やガスリーが参戦していたスーパーフォーミュラに対する関心を高め、同シリーズに参戦するチーム無限やB-MAXとタッグを組み、育成ドライバーを送り込むなど、ヨーロッパにも拘らない姿勢を見せている。そのうち、日本人F1ドライバーの育成の成功例となったのは角田裕毅となる。
フェルスタッペンのような才能を輩出するプロセスにおいて、アルグエルスアリのような存在が多く残される状況を「大虐殺」と批難する意見もある。一方、資金力が問われるモータースポーツの世界で裕福ではない若手選手にチャンスを与えている面や、放出されたドライバーが他のカテゴリーで活躍していることから、プログラムを評価する見方もある。

## 所属ドライバー
- レッドブル・ジュニアチーム公式サイトのドライバー一覧[20]を参照。
- 太字は現在のジュニアチーム所属者。氏名欄の（＊）はウィキペディア他言語版記事へのリンク。
- フォーミュラ・ルノー2.0各シリーズの略称表記は、EC＝ユーロカップ、NEC＝ノーザンヨーロピアンカップ、WEC＝ウエストヨーロピアンカップ。
- F1所属チームはグランプリ決勝に出走した場合のみとし、テストドライバーやリザーブドライバー、フリープラクティス走行は含まない。

| ドライバー                                | レッドブル・ジュニアチームでの成績 | レッドブル・ジュニアチームでの成績                                                        | レッドブル・ジュニアチームでの成績                                          | F1所属チーム |
| ドライバー                                | 所属年度                           | 参戦カテゴリ                                                                              | 獲得タイトル                                                                | F1所属チーム |
| ----------------------------------------- | ---------------------------------- | ----------------------------------------------------------------------------------------- | --------------------------------------------------------------------------- | --- |
| ジェームズ・イゴージ (＊)                 | 2023 -                             | スペインF4                                                                                |                                                                             | |
| オリバー・ゲーテ (＊)                     | 2023 -                             | FIA F3                                                                                    |                                                                             | |
| ティム・トラムニッツ (＊)                 | 2023 -                             | FIA F3                                                                                    |                                                                             | |
| ペペ・マルティ (＊)                       | 2023 -                             | FIA F3 FIA F2                                                                             |                                                                             | |
| エンツォ・デリニー (＊)                   | 2023 -                             | スペインF4                                                                                |                                                                             | |
| エンツォ・タルンヴァニチュル              | 2023 -                             | スペインF4                                                                                |                                                                             | |
| アイザック・ハジャー (＊)                 | 2022 -2024                         | FRヨーロッパ FIA F3 FIA F2                                                                |                                                                             | レーシングブルズ（2025 - ） |
| アービッド・リンドブラッド (＊)           | 2021 -                             | カート イタリアF4 F4UAE                                                                   |                                                                             | |
| 岩佐歩夢                                  | 2021 -2024                         | FIA F3 F3アジア FIA F2 スーパーフォーミュラ                                               |                                                                             | |
| カツペル・シュトゥカ (＊)                 | 2024                               | FIA F3                                                                                    |                                                                             | |
| セバスチャン・モントーヤ (＊)             | 2023                               | FIA F3 FR中東                                                                             |                                                                             | |
| ゼイン・マロニー (＊)                     | 2023                               | FIA F2                                                                                    |                                                                             | |
| エンツォ・フィッティパルディ (＊)         | 2023                               | FIA F2                                                                                    |                                                                             | |
| 荒尾創大                                  | 2022 - 2023                        | フランスF4 GB3選手権                                                                      |                                                                             | |
| 野村勇斗                                  | 2022                               | フランスF4                                                                                |                                                                             | |
| 佐藤蓮                                    | 2022                               | スーパーフォーミュラ                                                                      |                                                                             | |
| ノエル・レオン (＊)                       | 2022                               | FRヨーロッパ                                                                              |                                                                             | |
| イゴール・フラガ (＊)                     | 2020                               | FIA F3                                                                                    |                                                                             | |
| ユアン・ダルバラ (＊)                     | 2020 - 2022                        | FIA F2 F3アジア                                                                           |                                                                             | |
| ジャック・クロフォード (＊)               | 2020 -2023                         | FRヨーロッパ FIA F3 FIA F2 FR中東                                                         |                                                                             | |
| リアム・ローソン (＊)                     | 2019 - 2023                        | FIA F3 ユーロフォーミュラ・オープン FIA F2 DTM スーパーフォーミュラ                       |                                                                             | アルファタウリ（2023) レーシングブルズ（2024, 2025- ） レッドブル（2025）                                                                             |
| 角田裕毅 (＊)                             | 2019 - 2020                        | FIA F3 ユーロフォーミュラ・オープン FIA F2                                                |                                                                             | アルファタウリ(2021 - 2023) レーシングブルズ（2024 - 2025) レッドブル（2025 - ）                                                                      |
| ルーカス・アウアー (＊)                   | 2019                               | スーパーフォーミュラ                                                                      |                                                                             | |
| パトリシオ・オワード (＊)                 | 2019                               | インディカー FIA F2 スーパーフォーミュラ                                                  |                                                                             | |
| ユーリ・ビップス (＊)                     | 2018 - 2022                        | FIA F3 スーパーフォーミュラ FRヨーロッパ FIA F2                                           |                                                                             | |
| ジャック・ドゥーハン (＊)                 | 2018 - 2021                        | イギリスF4 F3アジア ユーロフォーミュラ・オープン FIA F3 FIA F2                            |                                                                             | アルピーヌ（2024 - 2025） |
| デニス・ハウガー (＊)                     | 2018 -2023                         | イギリスF4 ドイツF4 イタリアF4 FIA F3 FIA F2                                              | イタリアF4 (2019) FIA F3 (2021)                                             | |
| ジョニー・エドガー (＊)                   | 2018 - 2022                        | カート イタリアF4 ドイツF4 FIA F3                                                         | ドイツF4 (2020)                                                             | |
| ハリー・トンプソン (＊)                   | 2018 - 2019                        | カート                                                                                    |                                                                             | |
| 福住仁嶺 (＊)                             | 2018                               | FIA F2                                                                                    |                                                                             | |
| ダニエル・ティクトゥム (＊)               | 2017 - 2019                        | フォーミュラ・ルノー2.0 GP3 ヨーロッパF3 スーパーフォーミュラ                             |                                                                             | |
| ニール・フェルハーゲン (＊)               | 2017 - 2018                        | フォーミュラ・ルノー2.0                                                                   |                                                                             | |
| リチャード・フェルシュホー (＊)           | 2016 - 2017                        | トヨタ・レーシングシリーズ フォーミュラ・ルノー2.0                                        | SMP F4 (2016) スペインF4 (2016)                                             | |
| ニコ・カリ (＊)                           | 2016 - 2017                        | ヨーロッパF3 GP3                                                                          | SMP F4（2015）                                                              | |
| セルジオ・セッテ・カマラ (＊)             | 2016                               | ヨーロッパF3                                                                              |                                                                             | |
| ルイス・リーズ (＊)                       | 2016                               | MSAフォーミュラ                                                                           |                                                                             | |
| ディーン・ストーンマン (＊)               | 2015                               | フォーミュラ・ルノー3.5                                                                   |                                                                             | |
| カラム・アイロット (＊)                   | 2015                               | ヨーロッパF3                                                                              |                                                                             | |
| ピエール・ガスリー (＊)                   | 2014 - 2017                        | フォーミュラ・ルノー3.5 GP2 スーパーフォーミュラ                                          | GP2（2016）                                                                 | トロ・ロッソ（2017 - 2018、2019） レッドブル（2019） アルファタウリ(2020 - 2022) アルピーヌ（2023 - ）                                                |
| アレックス・リン (＊)                     | 2014                               | GP3                                                                                       | GP3（2014）                                                                 | |
| マックス・フェルスタッペン (＊)           | 2014                               | ヨーロッパF3                                                                              |                                                                             | トロ・ロッソ（2015 - 2016） レッドブル（2016 - ） |
| ベイスク・フィッセール (＊)               | 2013                               | フォーメル・マスターズ                                                                    |                                                                             | |
| トム・ブロンクビスト (＊)                 | 2013                               | ヨーロッパF3                                                                              |                                                                             | |
| カラン・オキーフ (＊)                     | 2012 - 2013                        | フォーミュラ・BMW フォーメル・マスターズ                                                  |                                                                             | |
| アントニオ・フェリックス・ダ・コスタ (＊) | 2012 - 2013                        | GP3 フォーミュラ・ルノー3.5                                                               |                                                                             | |
| ルイス・ウィリアムソン (＊)               | 2012                               | フォーミュラ・ルノー3.5                                                                   |                                                                             | |
| ステファン・ワッカーバウアー (＊)         | 2012                               | フォーミュラ・ルノー2.0                                                                   |                                                                             | |
| アレクサンダー・アルボン (＊)             | 2012                               | フォーミュラ・ルノー2.0                                                                   |                                                                             | トロ・ロッソ（2019） レッドブル（2019 - 2020） ウィリアムズ（2022 - ）                                                                                |
| カルロス・サインツJr. (＊)                | 2010 - 2014                        | フォーミュラ・BMW フォーミュラ・ルノー2.0 ユーロF3 イギリスF3 GP3 フォーミュラ・ルノー3.5 | フォーミュラ・ルノー2.0 NEC（2011） フォーミュラ・ルノー3.5（2014）         | トロ・ロッソ（2015 - 2017） ルノー（2017 - 2018） マクラーレン（2019 - 2020） フェラーリ（2021 - 2024） ウィリアムズ (2025 - )                        |
| ダニール・クビアト (＊)                   | 2010 - 2013                        | フォーミュラ・BMW フォーミュラ・ルノー2.0 GP3 ヨーロッパF3                                | フォーミュラ・ルノー2.0アルプス（2012） GP3（2013）                         | トロ・ロッソ（2014、2016 - 2017、2019） レッドブル（2015 - 2016) アルファタウリ(2020)                                                                 |
| ミルコ・ボルトロッティ (＊)               | 2009                               | F2                                                                                        |                                                                             | |
| ダニエル・リカルド (＊)                   | 2008 - 2011                        | フォーミュラ・ルノー2.0 イギリスF3 フォーミュラ・ルノー3.5                                | フォーミュラ・ルノー2.0 WEC（2008） イギリスF3（2009）                      | HRT F1（2011） トロ・ロッソ（2012 - 2013） レッドブル（2014 - 2018） ルノー（2019 - 2020） マクラーレン（2021 - 2022） アルファタウリ（2023) RB(2024) |
| ジャン＝エリック・ベルニュ (＊)           | 2008 - 2011                        | フォーミュラ・ルノー2.0 イギリスF3 GP3 フォーミュラ・ルノー3.5                            | イギリスF3（2010）                                                          | トロ・ロッソ（2012 - 2014） |
| ダニエル・ジュンカデラ (＊)               | 2008 - 2009                        | フォーミュラ・BMW                                                                         |                                                                             | |
| カルン・チャンドック (＊)                 | 2008                               | GP2 GP2アジア                                                                             |                                                                             | HRT F1（2010） ロータス（2011） |
| ミカ・マキ (＊)                           | 2007 - 2009                        | フォーミュラ・ルノー2.0 ユーロF3                                                          | フォーミュラ・ルノー2.0イタリア（2007）                                     | |
| トム・ディルマン (＊)                     | 2007 - 2008                        | ユーロF3                                                                                  |                                                                             | |
| ジャン＝カール・ベルネイ (＊)             | 2007 - 2008                        | ユーロF3                                                                                  |                                                                             | |
| ペドロ・ビアンキーニ (＊)                 | 2007                               | フォーミュラ・BMW                                                                         |                                                                             | |
| ケビン・ミロハ (＊)                       | 2007                               | フォーミュラ・BMW                                                                         |                                                                             | |
| ブレンドン・ハートレイ (＊)               | 2006 - 2010                        | フォーミュラ・ルノー2.0 イギリスF3 ユーロF3 フォーミュラ・ルノー3.5                       | フォーミュラ・ルノー2.0EC（2007）                                           | トロ・ロッソ（2017 - 2018） |
| ロバート・ウィケンズ (＊)                 | 2006 - 2009                        | アトランティック・チャンピオンシップ フォーミュラ・ルノー3.5 ユーロF3 FIA-F2              |                                                                             | |
| ハイメ・アルグエルスアリ (＊)             | 2006 - 2009                        | フォーミュラ・ルノー2.0 イギリスF3 スペインF3 フォーミュラ・ルノー3.5                     | イギリスF3（2008）                                                          | トロ・ロッソ（2009 - 2011） |
| オリバー・オークス (＊)                   | 2006 - 2007                        | フォーミュラ・ルノー2.0                                                                   |                                                                             | |
| エドアルド・ピスコポ (＊)                 | 2006 - 2007                        | フォーミュラ・ルノー2.0 ユーロF3                                                          |                                                                             | |
| ナイアル・クイン (＊)                     | 2006                               | フォーミュラ・BMW                                                                         |                                                                             | |
| 黒田吉隆 (＊)                             | 2006                               | フォーミュラ・BMW                                                                         |                                                                             | |
| ネイサン・アントゥネス (＊)               | 2006                               | フォーミュラ・ルノー2.0                                                                   |                                                                             | |
| セルゲイ・アファナシエフ (＊)             | 2006                               | フォーミュラ・ルノー2.0                                                                   |                                                                             | |
| ミカイル・アレシン (＊)                   | 2005 - 2009                        | フォーミュラ・ルノー2.0 フォーミュラ・ルノー3.5 GP2 FIA-F2                                |                                                                             | |
| ステファノ・コレッティ (＊)               | 2005 - 2008                        | フォーミュラ・BMW フォーミュラ・ルノー2.0 ユーロF3                                        |                                                                             | |
| セバスチャン・ブエミ (＊)                 | 2005 - 2008                        | フォーミュラBMW ユーロF3 フォーミュラ・ルノー2.0 GP2 GP2アジア                            |                                                                             | トロ・ロッソ（2009 - 2011） |
| ニール・ジャニ (＊)                       | 2005、2007                         | GP2 チャンプカー                                                                          |                                                                             | |
| フェリペ・アルブケルケ (＊)               | 2005 - 2007                        | フォーミュラ・ルノー2.0 GP2                                                               |                                                                             | |
| ジョン・エドワース (＊)                   | 2005 - 2007                        | フォーミュラ・ルノー2.0 アトランティック・チャンピオンシップ                              |                                                                             | |
| フィリップ・エング (＊)                   | 2005 - 2006                        | フォーミュラ・BMW                                                                         |                                                                             | |
| マティアス・ミラ (＊)                     | 2005                               | フォーミュラ・ルノー2.0                                                                   |                                                                             | |
| ジム・カ・トー (＊)                       | 2005                               |                                                                                           |                                                                             | |
| テーム・ニーマン (＊)                     | 2005                               | フォーミュラ・ルノー2.0                                                                   |                                                                             | |
| エイドリアン・ザウグ (＊)                 | 2004 - 2007                        | フォーミュラ・BMW フォーミュラ・ルノー2.0 フォーミュラ・ルノー3.5                         |                                                                             | |
| ミハエル・アメルミューラー (＊)           | 2004 - 2007                        | フォーミュラ・ルノー2.0 GP2 フォーミュラ・ルノー3.5                                       |                                                                             | |
| コリン・フレミング (＊)                   | 2004 - 2006                        | フォーミュラ・ルノー2.0 フォーミュラ・ルノー3.5                                           |                                                                             | |
| メモ・ロハス (＊)                         | 2004                               | フォーミュラ・ルノーV6                                                                    |                                                                             | |
| アッテ・ムストネン (＊)                   | 2004                               |                                                                                           |                                                                             | |
| ナレイン・カーティケヤン (＊)             | 2004                               | ワールドシリーズ・バイ・ニッサン                                                          |                                                                             | ジョーダン（2005） HRT F1（2011 - 2012） |
| マット・ジャスコル (＊)                   | 2004                               | フォーミュラ・BMW フォーミュラ・ルノー2000                                                |                                                                             | |
| ドミニケ・クレイセンス (＊)               | 2004                               | フォーミュラ・ルノー2.0                                                                   |                                                                             | |
| スコット・スピード (＊)                   | 2003 - 2005                        | イギリスF3 フォーミュラ・ルノー2000 GP2                                                   | フォーミュラ・ルノー2000 EC（2004） フォーミュラ・ルノー2000 ドイツ（2004） | トロ・ロッソ（2006 - 2007） |
| ノルベルト・シードラー (＊)               | 2003 - 2004                        | ワールドシリーズ・バイ・ニッサン ユーロ3000                                               |                                                                             | |
| マティアス・ラウダ (＊)                   | 2003 - 2004                        | ワールドシリーズ・ライト ユーロ3000 国際F3000                                             |                                                                             | |
| ジョエル・ネルソン (＊)                   | 2003                               | イギリスF3 ユーロ3000                                                                     |                                                                             | |
| グラント・マイマン (＊)                   | 2003                               | フォーミュラ・ルノー2.0                                                                   |                                                                             | |
| ポール・エドワース (＊)                   | 2003                               | ワールドシリーズ・バイ・ニッサン                                                          |                                                                             | |
| セバスチャン・ベッテル (＊)               | 2002 - 2007                        | フォーミュラ・BMW ユーロF3 フォーミュラ・ルノー3.5                                        | フォーミュラ・BMW ADAC（2004）                                              | BMWザウバー（2007） トロ・ロッソ（2007 - 2008） レッドブル（2009 - 2014） フェラーリ（2015 - 2020） アストンマーティン（2021 - 2022）                 |
| ヴィタントニオ・リウッツィ (＊)           | 2002 - 2004                        | ドイツF3 国際F3000 ワールドシリーズ・バイ・ニッサン                                       | 国際F3000（2004）                                                           | レッドブル（2005） トロ・ロッソ（2006 - 2007） フォース・インディア（2009 - 2010） HRT F1（2011）                                                     |
| マルティン・ラッギンガー (＊)             | 2002 - 2006                        | フォーミュラ・BMW                                                                         |                                                                             | |
| クリストファー・ワッサーマン (＊)         | 2001 - 2004                        | フォーミュラ・BMW                                                                         |                                                                             | |
| ラインハルト・コフラー (＊)               | 2001 - 2004                        | フォーミュラ・BMW フォーミュラ・ルノー2000                                                |                                                                             | |
| ベルンハルド・アウインガー (＊)           | 2001 - 2003                        | ドイツF3 ユーロF3 国際F3000                                                               |                                                                             | |
| パトリック・フリーザッハー (＊)           | 2001 - 2003                        | 国際F3000                                                                                 |                                                                             | ミナルディ（2005） |
| クリスチャン・クリエン (＊)               | 2001 - 2003                        | フォーミュラ・BMW フォーミュラ・ルノー2.0                                                 | フォーミュラ・ルノー2.0ドイツ（2002）                                       | ジャガー（2004） レッドブル（2005 - 2006） HRT F1（2010）                                                                                             |
| リカルド・マウリシオ (＊)                 | 2001 - 2002                        | 国際F3000                                                                                 |                                                                             | |